# Anstisia lutea
Az Anstisia lutea a kétéltűek (Amphibia) osztályának békák (Anura) rendjébe, a Myobatrachidae családba, azon belül az Anstisia nembe tartozó faj.

## Előfordulása
Ausztrália endemikus faja. Nyugat-Ausztrália délnyugati csücskében, Walpole közelében és a Nornalup Nemzeti Parkban található. Elterjedési területének mérete körülbelül 200 km².

## Megjelenése
Apró termetű békafaj, testhossza elérheti a 25 mm-t. Háta barna vagy szürke, sötétebb foltokkal és egy sötétebb, kantáros nadrág alakú mintázattal, amely a szemek között kezdődik, a hát közepén kettéválik, és a hát alsó részén két pontra keskenyedik. A hasa fehér vagy szürke, barna foltokkal; a hímek torka fekete. Pupillája vízszintes elhelyezkedésű, a szivárványhártya aranyszínű. A lábakon néha sötét vízszintes sávok vannak. Ujjai között nincs úszóhártya, ujjai végén nincsenek korongok.

## Életmódja
Téltől nyárig szaporodik. A hímek az iszapból vagy agyagból álló, alacsony növényzettel borított buckákban lévő alagutakból hívogatják a nőstényeket. A petéket kis csomókban rakja le a szárazföldön, nedves tőzegtalajba vagy a növényzet által elrejtett Sphagnum moha üregekbe, patakok és mocsarak közelében. Az ebihalak testhossza elérheti az 1,5 cm-t, barna színűek, fémesen fényes kék foltokkal. Soha nem úsznak a vízben, ehelyett az áttört petezselében fejlődnek, és kizárólag szikanyaggal táplálkoznak. Legalább másfél hónapig tart, amíg békává fejlődnek.

## Természetvédelmi helyzete
A vörös lista a mérsékelten fenyegetett fajok között tartja nyilván. Populációja ugyan stabil, de élőhelyénem mérete fokozatosan csökken. Több védett területen is megtalálható.